# Punotia lagopus
Punotia lagopus es la única especie del género monotípico de plantas fanerógamas Punotia perteneciente a la familia Cactaceae.

## Descripción
Es un subarbusto suculento que crece en muy densos y grandes grupos de hasta 1 m de diámetro y una altura de 60 cm. Los tallos y secciones son de cortas y cilíndricas de hasta 25 cm o más de longitud. En ocasiones, son más cortos y más esféricos. En ellos se encuentran las areolas de hasta 2 cm de largo con pelos que están dispuestos en una sola fila. Los blancos, ligeramente gloquidios inclinados son escasos y de 1 a 1.5 cm de longitud. Hasta 7 mm de largo miden las rudimentarias hojas que se ocultan entre los pelos. Las flores son de color amarillo dorado de 2 a 3 cm de largo. Los frutos son de color verde brillante antes de la maduración, y luego de color rosado.

## Distribución y hábitat
El área de distribución nativa de esta especie se extiende desde Perú (especialmente en Puno) hasta Bolivia (especialmente en La Paz) donde es común en altitudes de aproximadamente 4 100 a 4 700 m s.n.m.. Crece principalmente en el bioma tropical montano.

## Taxonomía
El género fue descrito por David Richard Hunt y publicado en Cactaceae Systematics Initiatives: Bulletin of the International Cactaceae Systematics Group 25: 26, en 2011.
La única especie fue descrita inicialmente como Opuntia lagopus por Karl Moritz Schumann y publicada en Gesamtbeschreibung der Kakteen, Nachträge 1898 bis 1902 151, en 1903, actualmente es tanto un sinónimo como el basónimo de esta. Posteriormente, sería transferida al género Austrocylindropuntia por Ivor Crook, John Lindsay Arnold y Martin Lowry en Bradleya; Yearbook of the British Cactus and Succulent Society 21: 89, en 2003, nombre científico que también es un sinónimo de esta actualmente; y ulteriormente, sería transferida al género Punotia por David Richard Hunt en Cactaceae Systematics Initiatives: Bulletin of the International Cactaceae Systematics Group 25: 26, en 2011.

#### Etimología
Punotia: nombre genérico que lleva nombre de la ciudad de Puno, Perú, siendo el lugar cercano donde se encontró la especie, así mismo también es un anagrama de Opuntia.
lagopus: epíteto latino que significa "pata de liebre", en referencia a los segmentos del tallo cubiertos de denso pelo.